# Bon appétit
Bon appétit (französisch für „guten Appetit“) ist ein Spielfilm des spanischen Regisseurs und Drehbuchautors David Pinillos aus dem Jahr 2010. Der Film schildert die in einem Zürcher Restaurant beginnende Beziehung zwischen dem Koch Daniel und der Sommelière Hanna.

## Inhalt
Der spanische Koch Daniel hat einen neuen Job als Koch im Zürcher Nobelrestaurant von Thomas angenommen. Dort trifft er auf den Koch Hugo und die Sommelière Hanna.
Auf dem Nachhauseweg erzählt Daniel, dass das Leben viel komplizierter sei als in einem Film und dass es im wahren Leben nicht vorkomme, dass sich zwei Menschen eben noch unterhalten und sich dann unvermittelt küssen. Daraufhin küsst Hanna Daniel, um ihm zu beweisen, dass er falschliegt.
Im Restaurant entwickelt Daniel zunehmend eigene Kreativität bei den Gerichten, wird jedoch von Hugo und Thomas teilweise gebremst.
Hanna erzählt Daniel, dass sie mit ihrem Chef Thomas eine Affäre habe und in Thomas verliebt sei. Nachdem Hanna erfahren hat, dass sie von Thomas schwanger ist, möchte sie richtig mit Thomas zusammen sein. Der möchte jedoch seine Frau nicht verlassen und hält Hanna hin. Als Hanna später ohnmächtig wird, bringt Thomas sie ins Krankenhaus und bittet Daniel, bei ihr zu bleiben. Hanna flieht aus dem Krankenhaus und fährt mit Hugo und Daniel zu dessen Mutter nach Spanien. Dort kommt es zur Konfrontation mit seiner spanischen Freundin Eva. Beide stellen fest, dass ihre Beziehung beendet ist. Am Strand in Spanien entdeckt Daniel durch Zufall ein verlassenes Restaurant.
Wieder zurück in Zürich, macht Daniel zunehmend Hugos Stellung im Restaurant streitig. Der verlässt daraufhin im Streit das Restaurant. Daniel wird zur rechten Hand von Thomas und soll eine wichtige Rolle im neuen Restaurant von Thomas in London einnehmen. Hanna hat inzwischen Zürich verlassen und ist nach München zurückgekehrt, da sie allein sein möchte und wieder von vorn anfangen will. Sie verabschiedet sich nicht von Daniel, sondern hinterlässt ihm nur einen Abschiedsbrief.
Einige Monate später besucht Daniel Hugo, der inzwischen in einem anderen Restaurant arbeitet, um sich mit ihm zu versöhnen. Nachdem sie sich versöhnt haben, leiht Hugo Daniel sein Auto und ermuntert ihn, nach München zu fahren, um Hanna zu besuchen. Er erzählt ihr, dass er in dem Restaurant in Zürich kündigen wird, um seinen eigenen Weg zu gehen und gesteht ihr seine Liebe. Hanna möchte diese jedoch nicht erwidern, da sie davon ausgeht, dass sie sich irgendwann weh tun würden. Als überraschend die Wehen bei Hanna einsetzen, bleibt Daniel bei der Geburt ihrer Tochter dabei. Er verlässt jedoch anschließend München.
Zehn Monate später renoviert Daniel gerade das von ihm entdeckte Restaurant am Strand in Spanien, als Hanna mit ihrer Tochter auftaucht. Daniel und Hanna küssen sich am Strand und Hanna fragt ihn, ob er noch eine Sommelière in seinem neuen Restaurant benötigt.

## Veröffentlichungen
Der Film lief ab dem 25. November 2010 in den deutschen Kinos.

## Kritiken
„Bon appétit ist vielmehr seichte Unterhaltung für Menschen, die sich an einem auswendig gelernten Aufsagen von gekünstelten Dialogen nicht großartig stören, solange diese eine einigermaßen interessante Handlung vorantreiben oder zumindest zum Schmunzeln einladen; die sich zu jeder Minute eines harmonischen Happy Ends sicher sein wollen und dabei vielleicht sogar etwas für die noble Küche übrig haben. Ihnen sei trotz allem ein guter Appetit gewünscht.“

„Die Textschwächen sind indes nicht nur ein technisches, sondern ein grundsätzliches Problem. [Einige] Sätze […] wirken unfreiwillig komisch, wenn sich angeblich große Gefühle doch nur als Sülz entpuppen. Schöne Menschen und Kulissen können nicht darüber hinwegtäuschen, dass jede Telenovela greifbarere Figuren als das Subventionsprodukt „Bon Appetit“ enthält. Dieses angebliche Gourmet-Menü ist nur eine abgelaufene Tütensuppe voll Glutamat.“

„Nur ein ungeniessbarer Europudding. Das vergeht einem der Appetit.“

„Se conforma como un estimable melodrama dramático que quizá no descubra nada, pero al final acaba llevando hacia una idea: las historias bien contadas pueden ser eternas. El trabajo fluye de manera excelente, gracias también a intervalos musicales cargados de buen gusto. (Er begnügt sich mit einem dramatischen Melodrama, der vielleicht nichts offenbart, uns aber am Ende zu einem Gedanken bringt: gut erzählte Geschichten können endlos sein. Die Arbeit sprudelt auf eine vorzügliche Weise heraus, auch dank der musikalisch sehr guten Passagen.)“